# 施帕·勞域捷
施帕·勞域捷（Srđan Lopičić，1983年11月20日—），生於南斯拉夫策提涅，黑山足球運動員，司職進攻中場，現時效力印尼超級聯賽球會婆羅洲。

## 球員生涯
勞域捷生於南斯拉夫策提涅，在當地大球會洛夫琴出身，於2004至2005年間黑山U21國家隊上陣6場，職業生涯早年效力塞爾維亞球會，並曾經在歐霸盃外圍賽上陣，隨後外流比利時聯賽，直到2011年開始轉戰亞洲的印尼聯賽，他在2015年初離開佩塞拉後，一度回國效力博凱列，隨後在2016年初回歸印尼超級聯賽球會阿雷馬，直到在2016年9月因表現不如預期被球隊提前終止合約，於2016年11月16日來港加盟當時在港超聯角逐的球會南華，惟他在加盟後表現並不理想，而在試用期離隊，重返母會洛夫琴，到2017年7月轉會印超聯球會紐卡斯爾阿伯丁，雖然成為球會英雄，但奈何球會降班收場，而勞域捷即隨獲前球會婆羅洲邀請加盟。 

## 球會榮譽
帕度華
- 黑山盃冠軍（英语：2008–09 Montenegrin Cup）（2008–09季度）

## 外部連結
- 香港足球總會網頁球員註冊資料 （页面存档备份，存于）